# Soutiers
Soutiers est une ancienne commune du Centre-Ouest de la France située dans le département des Deux-Sèvres, en région Nouvelle-Aquitaine.

## Histoire
Le 1er janvier 2019, la commune fusionne avec Saint-Pardoux pour former la commune nouvelle de Saint-Pardoux-Soutiers dont la création est actée par un arrêté préfectoral du 1er octobre 2018.

## Politique et administration
| Période   | Période       | Identité         | Étiquette | Qualité |
| --------- | ------------- | ---------------- | --------- | ------- |
| mars 2001 | réélu en 2008 | Éric Cathelineau |           |         |

## Démographie
À partir du XXIe siècle, les recensements réels des communes de moins de 10 000 habitants ont lieu tous les cinq ans. Pour Soutiers, cela correspond à 2004, 2009, 2014, etc. Les autres dates de « recensements » (2006, etc.) sont des estimations légales.
| 1793 | 1800 | 1806 | 1821 | 1831 | 1836 | 1841 | 1846 | 1851 |
| ---- | ---- | ---- | ---- | ---- | ---- | ---- | ---- | ---- |
| 254  | 211  | 166  | 281  | 294  | 278  | 282  | 290  | 298  |

| 1856 | 1861 | 1866 | 1872 | 1876 | 1881 | 1886 | 1891 | 1896 |
| ---- | ---- | ---- | ---- | ---- | ---- | ---- | ---- | ---- |
| 271  | 253  | 273  | 265  | 277  | 345  | 315  | 353  | 348  |

| 1901 | 1906 | 1911 | 1921 | 1926 | 1931 | 1936 | 1946 | 1954 |
| ---- | ---- | ---- | ---- | ---- | ---- | ---- | ---- | ---- |
| 322  | 320  | 315  | 290  | 276  | 259  | 250  | 256  | 268  |

| 1962 | 1968 | 1975 | 1982 | 1990 | 1999 | 2004 | 2006 | 2009 |
| ---- | ---- | ---- | ---- | ---- | ---- | ---- | ---- | ---- |
| 255  | 229  | 162  | 160  | 168  | 200  | 207  | 213  | 255  |

| 2014 | 2016 | - | - | - | - | - | - | - |
| ---- | ---- | - | - | - | - | - | - | - |
| 273  | 279  | - | - | - | - | - | - | - |

## Lieux et monuments
- Église Saint-Martin de Soutiers.

En 1843, un secours de 1200 francs est accordé à la commune de Soutiers par M. le ministre des Cultes, pour réparation de l’église.

## Personnalités liées à la commune
- Pierre Baillon dit Coluche descendant des chouans.